# Evilard
Evilard (německy Leubringen) je obec v okrese Biel/Bienne v kantonu Bern ve Švýcarsku. Žije zde přibližně 2 700 obyvatel.

## Geografie
Evilard leží v nadmořské výšce 697 metrů, vzdušnou čarou 1 km severně od okresního města Biel. Obec se rozkládá na ostrůvku mýtiny na jihovýchodním svahu předsunutého jurského masivu, asi 300 výškových metrů nad městem Biel. Za jasného počasí se z Evilardu naskýtá krásný výhled na Švýcarskou plošinu a Alpy od Mont Blancu až po Glärnisch a Alpstein.
Území obce o rozloze 3,7 km² se rozkládá podél výškových antiklinál Magglingerbergu. Patří k ní centrální obec Evilard, která je obklopena lesem Malewagwald (až 765 m n. m., francouzsky Malvaux). Na jihozápadě se oblast rozprostírá v úzkém pásu přes místní část Magglingen až do výše Magglingerbergu, kde se nachází nejvyšší bod Evilardu ve výšce 1070 m n. m. V horách se vyskytují i další horské masivy. V roce 1997 tvořila 29 % rozlohy obce zastavěná plocha, 40 % lesy a háje, 30 % zemědělské plochy a o něco méně než 1 % neproduktivní půda.
K Evilardu patří bývalá samostatná obec Magglingen (francouzsky Macolin), která leží v nadmořské výšce 875 m na horním jihovýchodním svahu Magglingerbergu. Sousedními obcemi Evilardu jsou Biel, Orvin, Plateau de Diesse a Twann-Tüscherz.

## Historie

Letecký pohled (1954)

První písemná zmínka o Leubringenu pochází z roku 1300 pod názvem Lömeringen, první francouzská z roku 1434 jako Eweller. Německý i francouzský název pravděpodobně vychází ze starohornoněmeckého osobního jména, které se v prvním případě pojí s příponou -ingen („s lidmi z ...“), v druhém případě s latinským villare („usedlost“). Ve středověku vlastnilo půdu několik klášterů a basilejský kníže-biskup.
Několik klášterů a basilejský kníže-biskup vlastnili ve středověku pozemky v obci. Ze soudního a vojenského hlediska však obec spadala pod jurisdikci města Biel. V letech 1798–1815 patřil Evilard k Francii a zpočátku byl součástí départementu Mont-Terrible, který byl v roce 1800 připojen k départementu Haut-Rhin. Na základě rozhodnutí Vídeňského kongresu připadla obec v roce 1815 kantonu Bern. Prozatím byl Evilard přiřazen ke správnímu okresu Nidau, ale v roce 1832 se stal součástí okresu Biel. V minulosti se uvažovalo o sloučení s městem Biel, ale místní obyvatelé to v roce 1902 odmítli. Evilard nemá vlastní kostel. Do roku 1821 patřil k farnosti Orvin, od té doby je součástí farnosti Biel.

## Obyvatelstvo
| Rok            | 1850 | 1900 | 1910 | 1930 | 1950 | 1960 | 1970 | 1980 | 1990 | 2000 | 2011 | 2018 |
| Počet obyvatel | 365  | 560  | 633  | 870  | 1112 | 1467 | 1914 | 2275 | 2360 | 2376 | 2445 | 2674 |

S 2671 obyvateli (k 31. prosinci 2021) patří Evilard k větším obcím v oblasti Bernského Jury. Obyvatelstvo Evilardu zaznamenalo výrazné tempo růstu, zejména v polovině 20. století. Od roku 1980 byly zaznamenány pouze mírné výkyvy.
Vzhledem k velkému počtu nově příchozích obyvatel z německy mluvících oblastí kantonu Bern tvoří nyní německy mluvící obyvatelé většinu. Zatímco v Magglingenu se mluví většinově německy, v Evilardu jsou obě jazykové skupiny zastoupeny zhruba stejně. Podle sčítání lidu z roku 2000 bylo 60 % obyvatel celé obce německy mluvících a 34 % francouzsky mluvících; na počátku 20. století byl tento poměr 57 % francouzsky mluvících a 39 % německy mluvících.

## Hospodářství

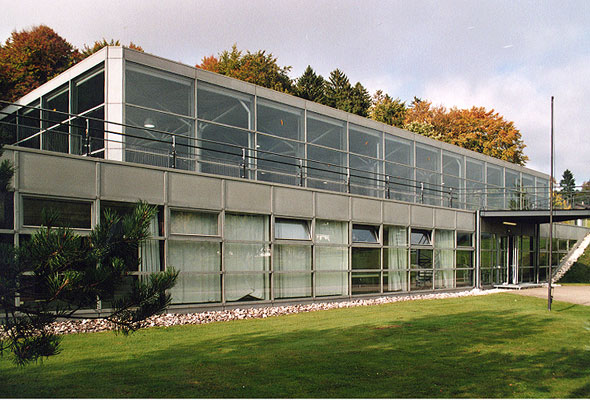
Sportovní škola a hala v Magglingenu

Až do začátku 20. století se Evilard vyznačoval především zemědělstvím. Přibližně od roku 1950 se obec postupně rozvíjela jako obytné předměstí Bielu, kde vznikla řada rodinných domů. Mnoho obyvatel dojíždí za prací do Bielu. Díky své slunné vysoko položené poloze se Magglingen po roce 1875 vyvinul v klimatické lázně s mnoha turistickými zařízeními. V současnosti v Magglingenu sídlí Spolkový úřad pro sport BASPO, dříve Švýcarský spolkový institut sportu Magglingen (EHSM).

## Doprava
Obec je poměrně dobře dopravně dostupná. Je spojena silnicí s Bielem a Orvinem. V roce 1898 byla otevřena dráha Biel-Leubringen-Bahn, lanovka z Bielu do Evilardu. Magglingen je také od roku 1887 spojen s Bielem další lanovkou Biel-Magglingen-Bahn.